# پدافند غیرعامل
پدافند غیرعامل یا پدافند ناکُنش‌گر نوعی دفاع غیرنظامی است؛ و به مجموعه اقداماتی گفته می‌شود که به جنگ‌افزار نیاز ندارد و با اجرای آن می‌توان از وارد شدن خسارات مالی به تأسیسات حیاتی و حساس نظامی و غیرنظامی و تلفات انسانی جلوگیری نموده یا میزان این خسارات و تلفات را به حداقل ممکن کاهش داد.
پدافند غیرعامل به معنای کاهش آسیب‌پذیری در هنگام بحران، بدون استفاده از اقدامات نظامی و صرفاً با بهره‌گیری از فعالیت‌های غیرنظامی، فنی و مدیریتی است.
اقدامات پدافند غیرعامل شامل پوشش، پراکندگی، تفرقه و جابجایی، فریب، مکان‌یابی، اعلام خبر، قابلیت بقا، استحکامات، استتار، اختفاء، ماکت فریبنده و سازه‌های امن می‌باشد.
در پدافند غیرعامل تمام نهادها، نیروها، سازمان‌ها، صنایع و حتی مردم عادی می‌توانند نقش مؤثری ایفا کنند در حالیکه در پدافند عامل مانند سیستم‌های ضدهوایی و هواپیماهای رهگیر، تنها نیروهای مسلح مسئولیت برعهده دارند.
پدافند غیرعامل در شبکه‌های توزیع به اصولی پیشگیرانه گفته می‌شود که با انجام آنها ضریب اطمینان شبکه بالا رفته و در مواقع بحران آسیب وارده کاهش می‌یابد همانند مقاوم‌سازی پایه‌ها و نصب اسپیسر و …

## اصول پدافند غیرعامل
در اکثر منابع علمی و نظامی دنیا اصول مهم پدافند ناکنشگر در قالب موارد زیر ذکر شده‌است:
- استتار (Camouflage)
- اختفا (Concealment)
- پوشش (Cover)
- فریب (Deception)
- تفرقه و پراکندگی (Separation & Dispersion)
- مقاوم سازی (Hardening)
- هشدار به موقع (Early Warning)